# Berberis darwinii
Berberis darwinii là một loài thực vật có hoa trong họ Hoàng mộc hoặc  tên dân gian Hoàng liên. Loài này được Hook. mô tả khoa học đầu tiên năm 1844.

## Hình ảnh

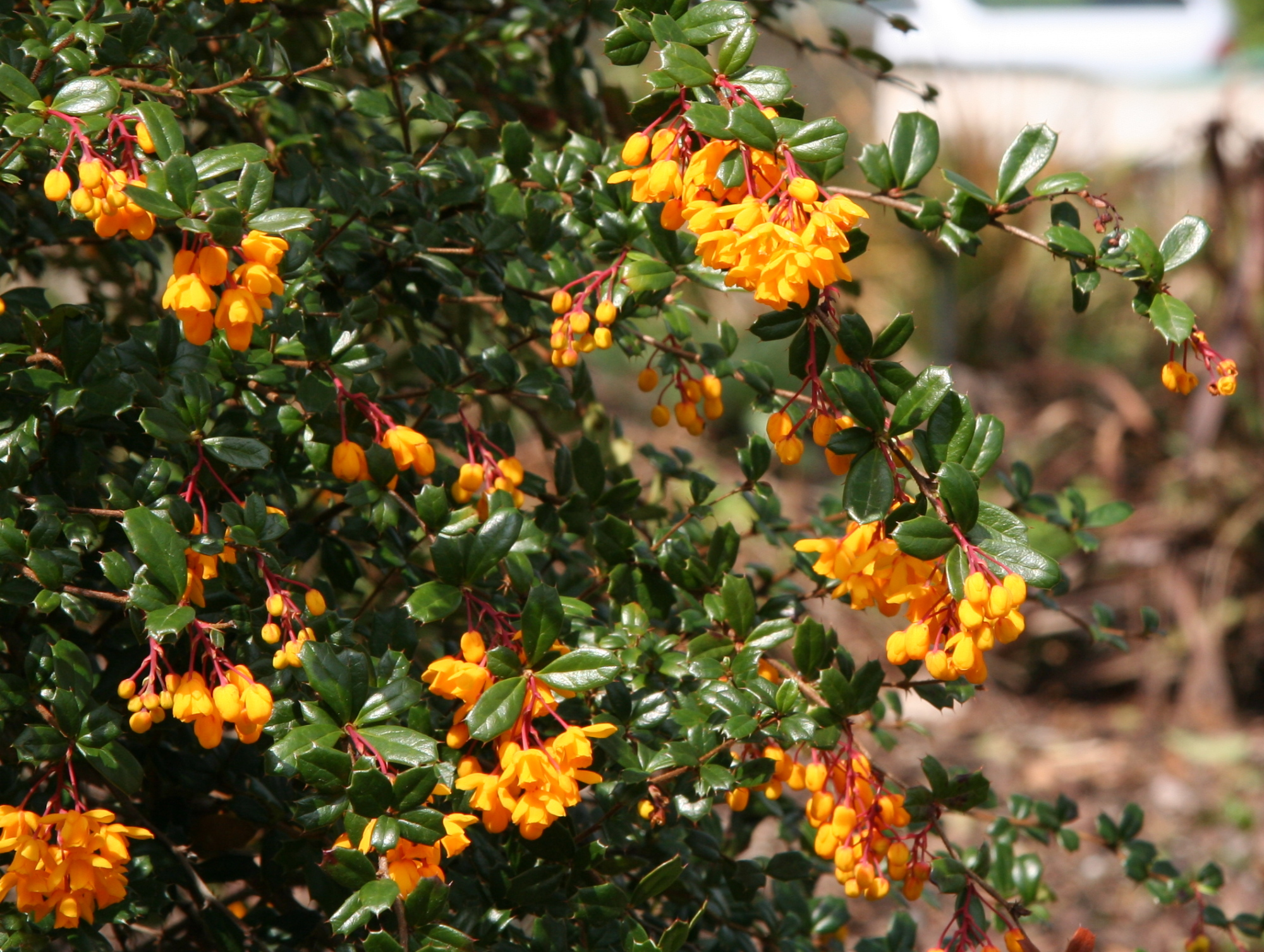
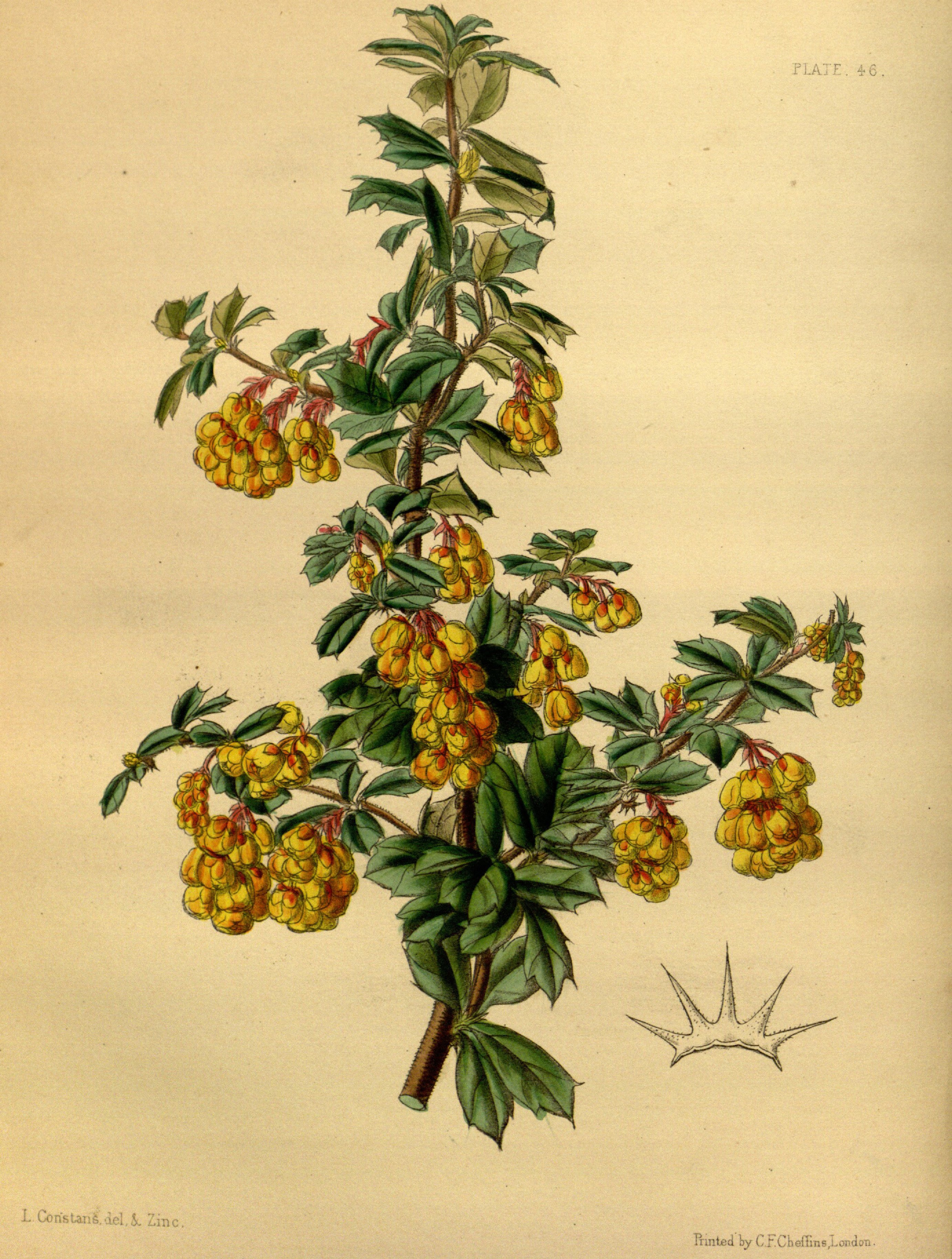
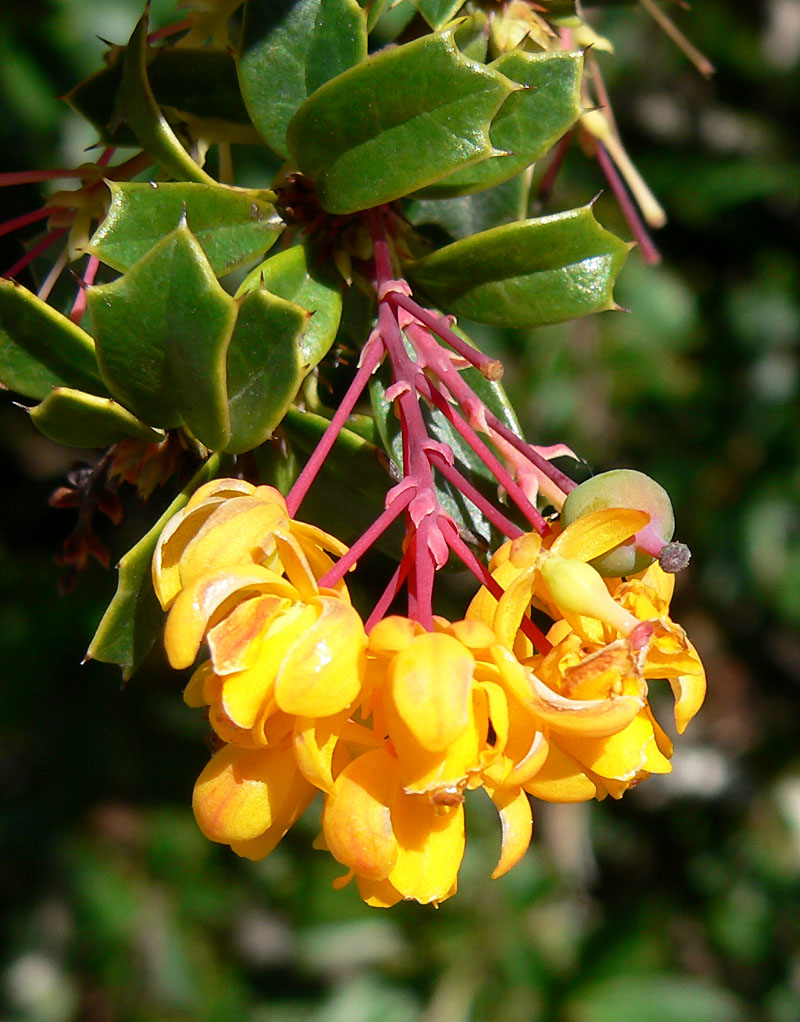
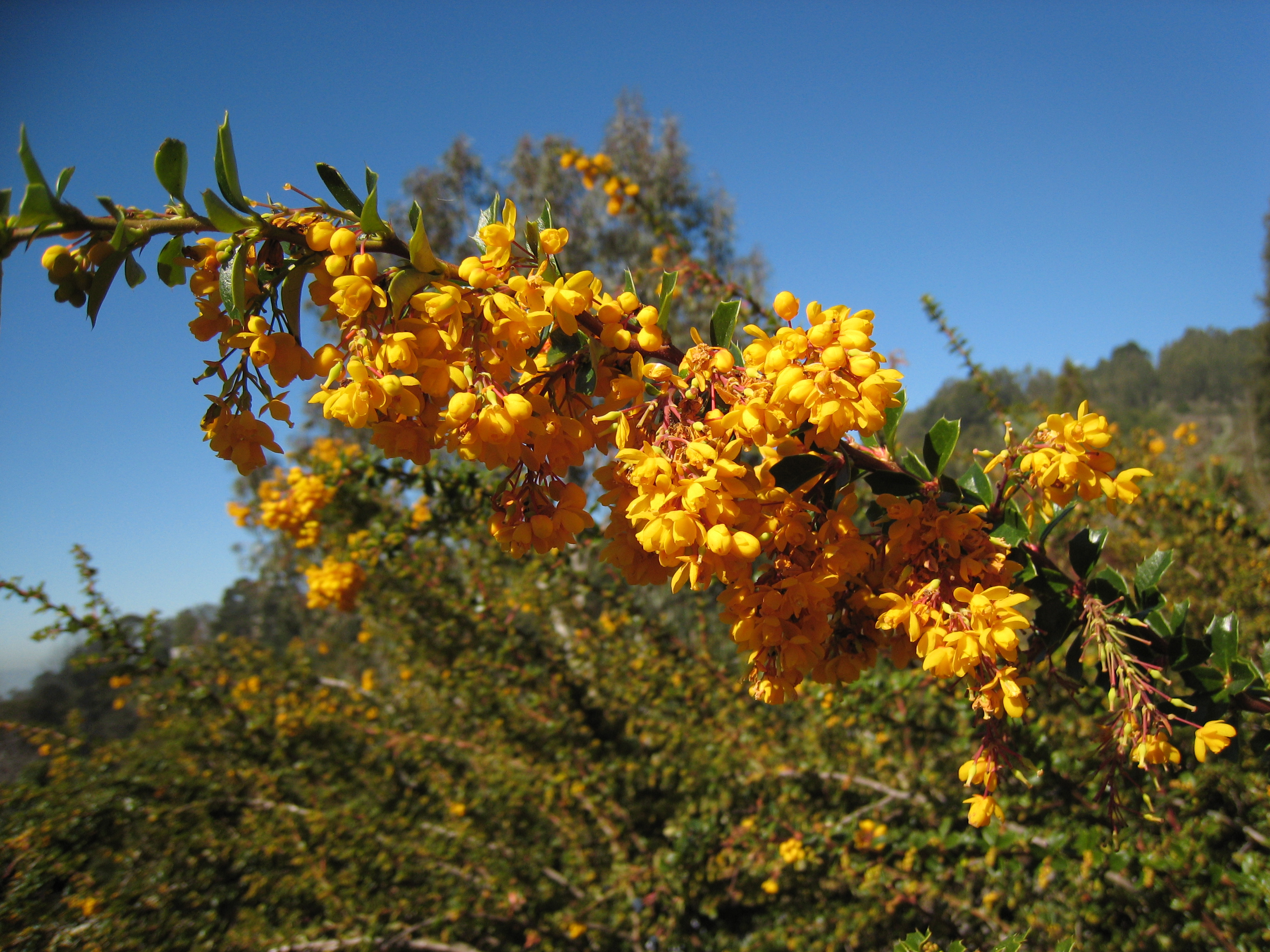